# Айпынгытгын
Айпынгытгын (Айпигытгын, Айлынгытгын; чук. Айпыгытгын) — озеро на реке Айпынваам в Провиденском районе Чукотского автономного округа России.
Расположено близ побережья Берингова моря, у восточных склонов горы Пувтыней. Через озеро протекает река Айпынваам, в северную часть впадает безымянный ручей. Водоём соединён сетью проток с близлежащими мелкими озёрами.
Название в переводе с чукот. — «перекрываемое озеро». Айпыгытгын с давних времён является местом рыбного промысла чукчей, вытекающая отсюда река ими часто перегораживалась, чтобы рыба не уходила из озера.